# 天主教傑克遜教區
天主教傑克遜教區（拉丁語：Diocesis Jacksoniensis）是美國一個羅馬天主教教區，屬莫比爾總教區。
範圍包括密西西比州大部分地區，共六十五縣，教座位於州府傑克遜。2006年有教友51,000人（佔全州人口2.4%）、七十四個堂區、七十九名司鐸。現任教區主教為若瑟·拉丁諾。
1826年7月18日自路易斯安那暨兩佛羅里達教區分出，設密西西比代牧區。1837年7月28日升為納奇茲教區。1956年12月18日易名為納奇茲-傑克遜教區。1977年3月1日易名至今。